# Sporus von Nikaia
Sporus von Nikaia, Sporus von Nisea, (* um 240 wahrscheinlich in Nikaia; † um 300) war ein griechischer Mathematiker.

## Leben
Sporus war ein Schüler von Philon von Gadara und ein Lehrer oder älterer Mitstudent von Pappos. Nach Pappos hatte er hohes Ansehen. Was über ihn bekannt ist, stammt aus den Schriften von Pappos und Eutokios. Er befasste sich mit den klassischen Problemen der Dreiteilung des Winkels und der Würfelverdopplung. Anstelle einer Zissoide wie Diokles benutzte er wie Pappos ein markiertes Lineal. Er kritisierte andere Versuche zur Lösung dieser Probleme, so zum Beispiel die Quadratrix des Hippias für die Quadratur des Kreises, da sie über den Satz des Dinostratos die Kenntnis der Kreiszahl Pi voraussetzt. Die Kenntnis von Pi ist aber gleichbedeutend mit der Quadratur des Kreises. Die Kritik wird von Pappos zitiert, der die Verwendung der Quadratrix auch kritisierte.
Er kritisierte nach Eutokios auch Archimedes dafür, dass er nicht einen genaueren Wert von Pi erhalten habe, und meinte, dass sein eigener Lehrer Philon von Gadara genauere Werte erhalten hätte. Eutokios verteidigte Archimedes dahingehend, dass er gerade die Genauigkeit wählte, die für praktische Zwecke ausreichte.
Sporus soll auch über die Größe der Sonne und der Kometen und über den Polarkreis veröffentlicht haben. Von ihm soll eine kritische Ausgabe der Phainomena des Aratos von Soloi stammen, und nach Eutokios verfasste er ein Werk namens Kiria (Kηρια).